# Jernej Brence (glasbenik)
Jernej Brence, slovenski violinist ter srednješolski in univerzitetni učitelj, * 14. december 1965, Jesenice
Je profesor na Konservatoriju za glasbo in balet (KGBL) in docent za komorno glasbo na Akademiji za glasbo v Ljubljani. Je ustanovitelj Festivala Bled. Ponaša se tudi z avtorsko izdajo notne zbirke 12 Capricciev za violino solo. Za RTV Slovenija je snemal Capriccie Nicola Paganinija, njegovi posnetki pa so na številnih avtorskih ploščah slovenskih in avstrijskih skladateljev.

## Življenjepis
Brence se je violine začel učiti v rosni mladosti štirih let pri slovitem slovenskem pedagogu Franu Staniču. Maturiral je na Gimnaziji Kranj (1984) in diplomiral (1984) pri prof. Matiji Tercelju na Srednji glasbeni šoli. 
Violino je študiral v razredu prof. Dejana Bravničarja (1985-86), nakar je od l. 1985 do 1994 študiral na Dunaju na Univerzi za glasbo (Universität für Musik und darstellende Kunst Wien) pri profesorjih Michaelu Frischenschlagerju in Josefu Sivu. Bil je zoisov štipendist. V teh letih je imel nekaj odmevnih solističnih koncertov z Zagrebško filharmonijo in Slovensko filharmonijo. 
Izpopolnjeval se je pri Alfredu Staaru, Miroslavu Russinu, Evgeniniji Čugajevi in Helfriedu Fistru (viola). Diplomiral je l. 1994 v razredu prof. Michaela Frischenschlagerja. L. 1995 napravi magisterij na oddelku za eksperimentalno glasbo pri prof Axelu Seidelmannu. Taistega leta opravi tudi strokovni izpit za učitelja violine.

### Poučevanje
Potem nekaj let (1995-99) poučuje na GŠ Radovljica in GŠ Vič-Rudnik in od l. 1998 na KGBL. Njegovi učenci se redno visoko uvrščajo na državnih tekmovanjih in se vpisujejo na najpomembnejše glasbene Akademije po svetu ter so člani najprestižnejših domačih in tujih orkestrov. Leta 2011 je postal docent za komorno glasbo na Akademiji za glasbo v Ljubljani.

## Glasbeno delovanje
Sodi med tiste violiniste, ki zlahka koncertirajo na vseh domačih in svetovnih odrih, saj ga je sprejelo tako občinstvo, kakor tudi strokovna kritika. Prenekatera praizvedba je ravno zaradi afinitete in požrtvovalnosti solista doživela svoj prvi odmev in uspeh, saj ne gre le za razumevanju in tehnično brezkompromisno interpretacijo, temveč je delom dodal lastne interpretativne ideje. Krstno je izvedel preko petdeset del slovenskih in tujih avtorjev različnih glasbenih stilov in zvrsti.
V njegovih neobičajnih interpretacijah se prepletata natančni dunajski (prof.  Michael Frischenschlager) in pojoči francoski (prof. Josef Sivo) slog.
Nastopa tako v komornih skupinah s pomembnimi domačimi in tujimi glasbenimi solisti, kakor tudi z orkestri, dirigenti in umetniki drugih žanrov ( Aci Bertoncelj, Meinhard Prinz, Hinko Haas, Aleksandar Serdar, Kamerhan Turan, Mioara Pandele, Tuluyhan Ugurlu, Patricija Kopatchinskaja, Sandor Javorkai, Xiang Chen, Johannes Kostner, Mario Hossen, Ilija Marinković, Helfried Fister, Jürgen Kussmaul, Klaus Storch, Rainer Barts, Wolfgang Panhofer, Tomaž Sever, Karmen Pečar, Igor Mitrovič, Zoran Marković, Zoran Mitev, Oscar Bohorquez, Luisa Sello, Tomaž Rajterič, Marko Munih, Marko Letonja, Marko Vatovec,Marko Hribernik, Loris Voltolini, Eduard Macku, Stefan Garkov, Stefano Pellegrino Amato, Nenad Firšt, Stojan Kuret, Alfred Peschek, Amedeo Tommasi, Karen Asatrian, Janez Gabrič, Gašper Bertoncelj, Emil Krištof, Stefan Gfrerrer, Klaus Paier, Svetlana Makarovič, Jani Kovačič, Karl Ferdinand Kratzl,…. ).
Številne slovenske in tuje živeče skladatelje je predstavil občinstvu v pomembnejših centrih sodobne glasbe (London , Zagreb, Linz, Trst, Ljubljana,Dunaj,…..).

## Dosežki in nagrade
Violinistu Jerneju Brencetu je priznanje za umetniške dosežke (2008) podelila tudi Akademija za glasbo v Ljubljani. Prav tako je prejel častni znak mesta Bled (2002), Bettetovo nagrado (2010),skupaj s Festivalom Bettetovo listino (2004), Škerjančevo diplomo(2014), priznanje Društev slovenskih (2002) in avstrijskih skladateljev (2006), priznanje Društva Fritz Kreisler (2005) in priznanje Lorda Yehudija Menuhina (1998).

## Delovanje v ansamblih in orkestrih
Je ustanovni član Komornega orkestra slovenskih solistov DSS in orkestra SFK (Slovenija,Furlanija, Koroška), ki je l. 2008 koncertiral v desetih največjih kitajskih mestih (Peking, Shanghai ...). Ustanovil je Revijski in simfonični orkester Festivala Bled SLOVENIA UNITED, s katerim so nastopali odlični slovenski in tuji umetniki. Je član tria Syringa, Baročnega kvarteta, tria Pro musica nova, Jernej Brence kvarteta (z legendarnim Amedeom Tommasijem) in violinist solist Neues Ensemble Linz. 

## Diskografija

### Krstne izvedbe (praizvedbe) in/ali njemu posvečene skladbe

#### Tomaž Svete
- Anaxagoras, praizvedba 2001 Alte Schmiede, Dunaj; https://plus.si.cobiss.net/opac7/bib/COBIB/22167853
- Hefaistos, praizvedba 1988, Moedling, Schoenberghaus
- Ludus Rusticalis, praizvedba 1989, Festival sodobne glasbe, posnetek za Radio SLO 1987

#### Larisa Vrhunc
- Rdeče in modro, https://plus.si.cobiss.net/opac7/bib/COBIB/22167853

#### Igor Štuhec
- Zvočni pogovor v troje, https://plus.si.cobiss.net/opac7/bib/COBIB/22167853

#### Jani Golob
- Glasba, https://plus.si.cobiss.net/opac7/bib/COBIB/22167853

#### Dušan Bavdek
- Capriccetto, https://plus.si.cobiss.net/opac7/bib/COBIB/22167853

#### Nenad Firšt
- Sonata za violino solo (1986)
- Trivium, https://plus.si.cobiss.net/opac7/bib/COBIB/22167853
- Wince music, 2004, Alte Schmiede na Dunaju
- Koncert za violino, violončelo in komorni orkester
- Pisma za violino in orkester

#### Uroš Krek
- Mala Suita

#### Alfred Peschek
- Brenciere (2006)

#### Marko Mihevc
- LACUS SOMNIORUM
- PAPRICAPRICCIO št. 1 (1988)
- SOLARIS (1989)
- KONCERT ZA VIOLINO IN ORKESTER (1989)
- PAPRICAPRICCIO št. 2 (1989)
- SONATA ZA VIOLINO IN KLAVIR “TAN-SON” (1999)
- TRILLUS DIABOLICUS (kasneje preimenovan v TRILLUS PERPETUUS) (1999)
- KONCERT ZA DVE VIOLINI IN ORKESTER (2000)
- FIDL FADL (2003)
- ROMANCA (2003)
- SANJARJENJE (TRÄUMEREI) (2005)
- FIDL FADL (2007)
- FAVIPI (2012)

### Nekaj izbranih izdaj in posnetkov
- Trio Pro musica nova, Zvočni pogovor v troje / Sonic conversation a tre, CD, Društvo slovenski skladateljev, Ljubljana, 2004
- https://plus.si.cobiss.net/opac7/bib/220980480
- Jernej Brence quartet feat. Amedeo Tommasi, Fascinating rhythm, (posneto 4.7.2005 v živo na festivalu Bled), CD, Novo mesto : Goga, ZGCD 025 Založba Goga, 2006, https://plus.si.cobiss.net/opac7/bib/5554718
- Jernej Brence, Paganini, Capriccio No 6, 2016, https://www.youtube.com/watch?v=8wt2jUdUr-8
- Jernej Brence, Capriccio No 6, 2016, https://www.youtube.com/watch?v=8wt2jUdUr-8
- Jernej Brence, Paganini, Capriccio Nr.13 in Nr. 14; https://www.youtube.com/watch?v=B7v7uYOahH8, https://www.youtube.com/watch?v=HUwpQA7Vjec
- Festival Bled: Otvoritveni koncert 2019: Astor Piazzola, For seasons in Buenos Aires, izvajajo: Aleksandar Serdar (piano), Karmen Pečar Koritnik (cello) in Jernej Brence (violina), https://youtu.be/82B-FVZuj2c

### Notna literatura
- Brence, Jernej, 12 študij za solo violino /12 Studien für Violine solo, P. Amalietti, 1990, Ljubljana https://plus.si.cobiss.net/opac7/bib/37021440